# کاتن‌وود (مینه‌سوتا)
کاتن‌وود، مینه‌سوتا (به انگلیسی: Cottonwood, Minnesota) یک شهر در ایالات متحده آمریکا است که در مینه‌سوتا واقع شده‌است.

## خصوصیات
کاتن‌وود ۲٫۶۹ کیلومترمربع مساحت و ۱٬۲۱۲ نفر جمعیت دارد و ۳۲۹ متر بالاتر از سطح دریا واقع شده‌است.